# Duncan Hunter
Duncan Lee Hunter (født 31. maj 1948 i Riverside i Californien i USA), er en amerikansk politiker tilhørende det republikanske parti. Han blev kongresmand i 1981. Han erklærede i oktober 2006 sit kandidatur til præsidentvalget i 2008. 